# Пятигоры (Киевская область)
Пяти́горы (укр. П’ятигори) — село, входит в Белоцерковский район Киевской области Украины.
Расположено на обоих берегах реки Молочная (приток реки Рось).
Население по переписи 2001 года составляло 2 017 человек. Почтовый индекс — 09841. Телефонный код — 4560. Занимает площадь 4,5 км². Код КОАТУУ — 3224685301.

## История
Поселение своё название получило от изолированных денудационных холмов. После 1800 года административный центр Пятигорской волости. В 1847 году по ревизии «Пятигорское еврейское общество» состояло из 603 душ.
На конец XIX века Пятигоры было местечком  Таращанского уезда Киевской губернии. В местечке проживало 4 138 жителей обоего полу, и были церковь, костёл, синагога и молитвенный дом, две школы. Проводились базары (майданы). В другом источнике указано что по переписи 1897 года в Пятигорах проживало 4 383 жителей, среди коих 1 385 евреев. Прежде, до 1800 года, местечко было уездным городом.

## Местный совет
Местный совет находится по почтовому адресу: село Пятигоры, Тетиевский район, Киевская область, 09841

## Галерея

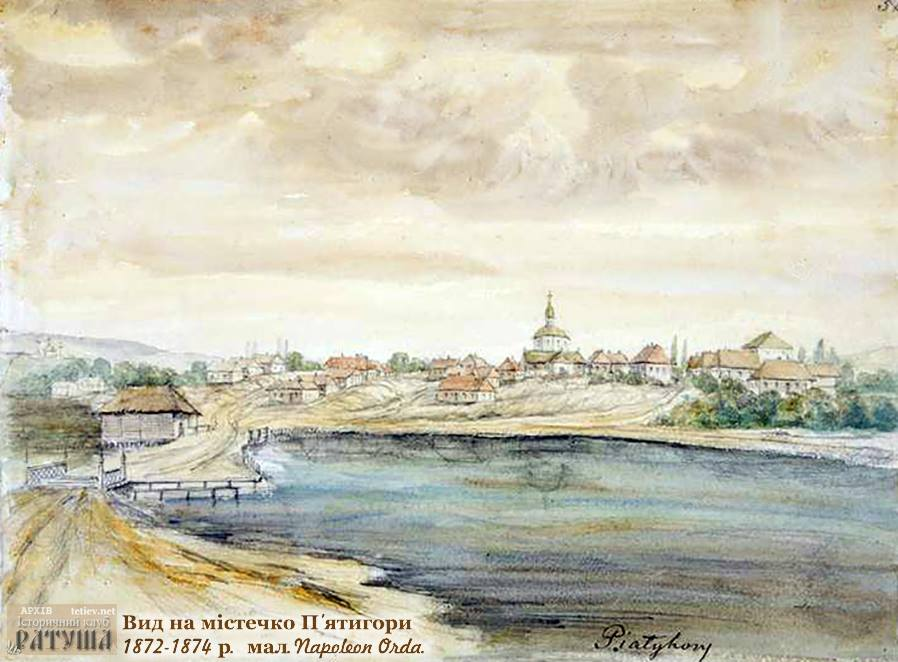
Вид на Пятигоры 1872-1874 г., рисунок Наполеона Орды
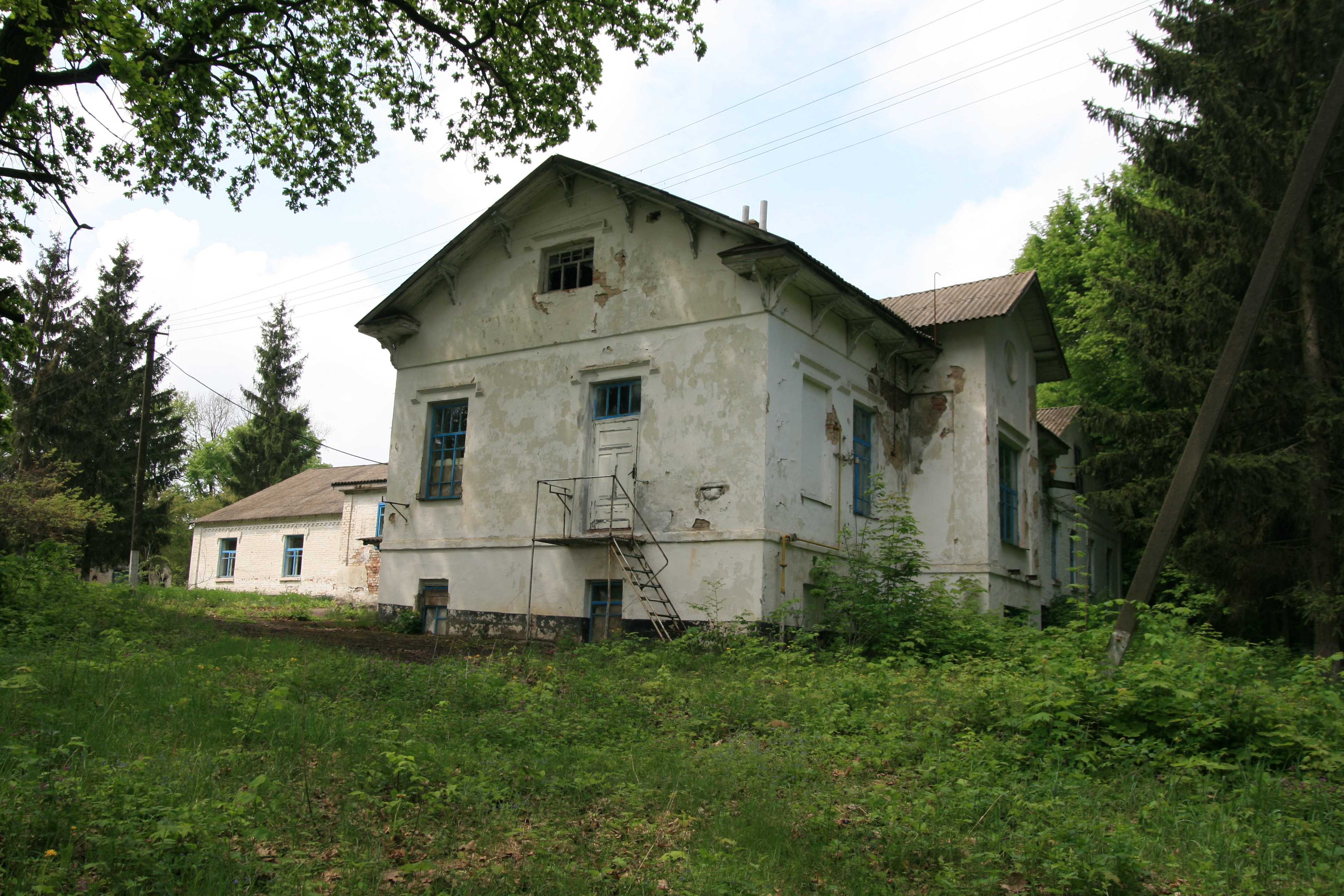
Усадьба Липковских
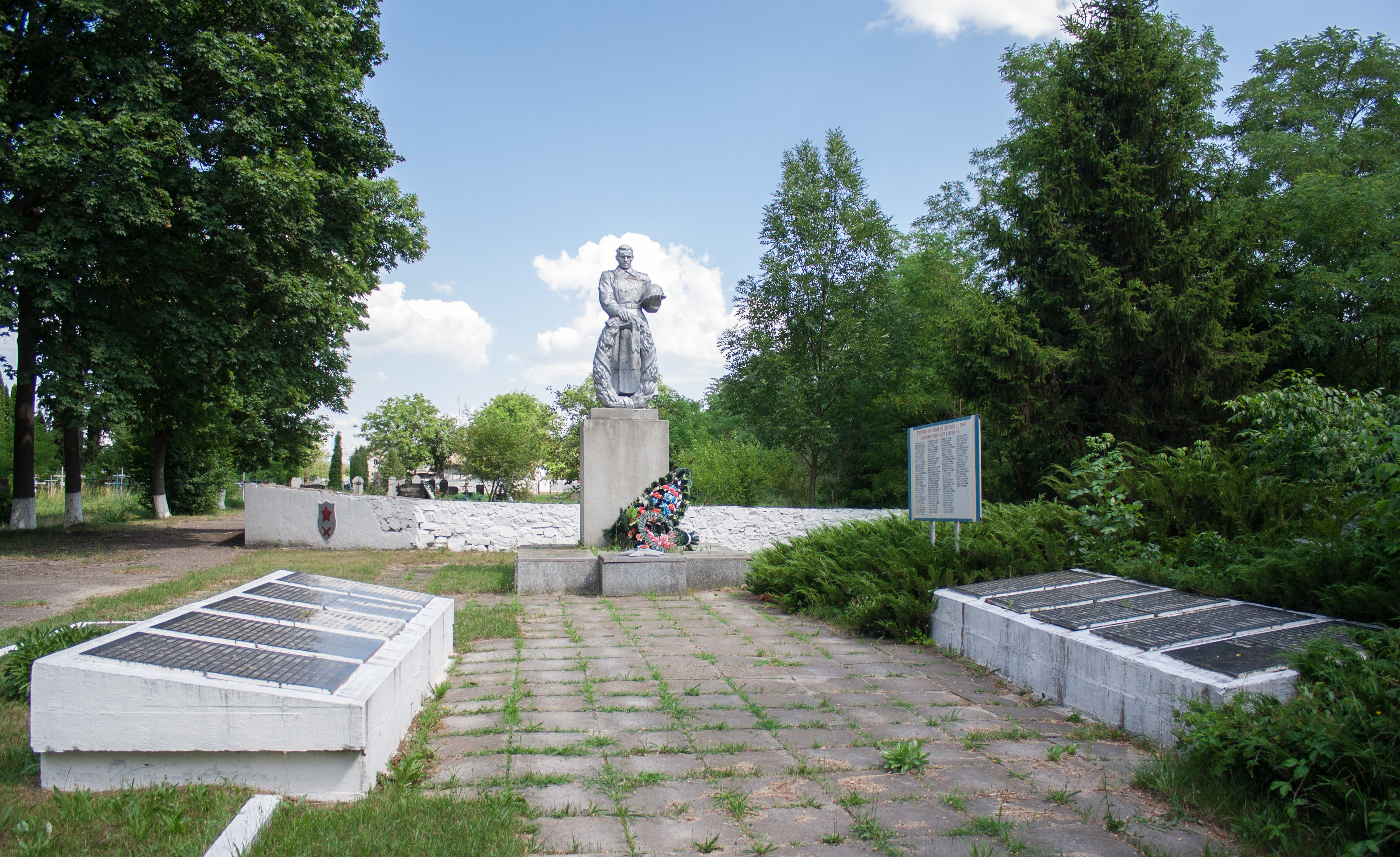
Памятник советским воинам, погибшим в Великой Отечественной войне